# Карл Стаф
Мотала
Карл Густаф Стаф (швед. Karl Gustaf Staaf; Стокхолм 6. април 1881. — Мотала 15. фебруар 1953) је бивши шведски атлетичар, учесник Летњих олимпијских игара 1900. одржаним у Паризу.
Стаф је учествовао у четири атлетске дисциоплине. У скоку мотком био је седми са скоком од 2,80 метара. У бацању кладива је био пети, у троскоку је поделио пласман од 7. до 13. места, а у троскоку без залета од 5. до 10 места. У све три дисциплине резултати су непознати.
Са још двојицом Швеђана и тројицом Данаца учествовао је у надвлачењу конопца. Њихова мешовита екипа победила је Француску са 2:0 и тако освојила златну медаљу. Медаља коју је освојио, МОК није приписао Шведској, већ Мешовитом тиму.

## Лични рекорди Карла Стафа
Скок мотком — 2,91 (1900)
Троскок — 11,62 (1900)
Бацање кладива — 27,29 (1900)